# Uberlino Mesa
Uberlino Mesa Estepa (Tasco, Boyacá, 12 de junio de 1971) es un exciclista profesional de ruta colombiano. Es el hermano mayor del también ciclista Ubaldo Mesa.

## Palmarés
1997
- Vuelta a Chiriquí

1999
- 2º en la Vuelta a Antioquia

2000
- Vuelta a Cundinamarca

2001
- 2º en la Vuelta a Antioquia

2003
- Una etapa de la Vuelta a Colombia

2004
- Una etapa del Clásico RCN

2005
- Una etapa de la Vuelta a Colombia

2007
- 3º en la Vuelta a Boyacá, más una etapa
- Una etapa del Clásico RCN

2008
- 2º en la Clásica Nacional Ciudad de Anapoima
- Una etapa de la Vuelta a Cundinamarca
- 3º en la Vuelta a Boyacá, más una etapa

## Equipos
- Agua Natural Glacial (1994-1995)
- Glacial - Selle Italia (1996)
- Todos por Boyacá - Lotería de Boyacá (1997)
- Lotería de Boyacá - Apuestas Chiquinquirá (1999)
- Lotería de Boyacá (2000-2001)
- Gobernación del Zulia - Alcaldía de Cabimas (2001) De 26-09 hasta 07-10
- Lotería de Boyacá (2002)
- Colombia - Selle Italia (2003-2004)
- Selle Italia - Serramenti Diquigiovanni (2006)
- Lotería de Boyacá (2008)
- Boyacá Orgullo de América (2010)